# Detroit Pistons 1994-1995
La stagione 1994-95 dei Detroit Pistons fu la 46ª nella NBA per la franchigia.
I Detroit Pistons arrivarono settimi nella Central Division della Eastern Conference con un record di 28-54, non qualificandosi per i play-off.

## Roster
| N° | Naz.                   | Ruolo | Sportivo       | Anno | Alt. | Peso |
| -- | ---------------------- | ----- | -------------- | ---- | ---- | ---- |
| 1  | Stati Uniti (bandiera) | G     | Lindsey Hunter | 1970 | 188  | 77   |
| 2  | Stati Uniti (bandiera) | G     | Mark Macon     | 1969 | 193  | 84   |
| 4  | Stati Uniti (bandiera) | G     | Joe Dumars     | 1963 | 191  | 86   |
| 6  | Stati Uniti (bandiera) | A     | Terry Mills    | 1967 | 208  | 104  |
| 7  | Stati Uniti (bandiera) | GA    | Rafael Addison | 1964 | 201  | 98   |
| 9  | Stati Uniti (bandiera) | G     | Walter Bond    | 1969 | 196  | 91   |
| 12 | Stati Uniti (bandiera) | G     | Johnny Dawkins | 1963 | 188  | 75   |
| 17 | Stati Uniti (bandiera) | A     | Bill Curley    | 1972 | 206  | 100  |
| 20 | Stati Uniti (bandiera) | G     | Allan Houston  | 1971 | 198  | 91   |
| 25 | Stati Uniti (bandiera) | C     | Oliver Miller  | 1970 | 206  | 127  |
| 32 | Stati Uniti (bandiera) | G     | Negele Knight  | 1967 | 185  | 79   |
| 33 | Stati Uniti (bandiera) | A     | Grant Hill     | 1972 | 203  | 102  |
| 41 | Stati Uniti (bandiera) | AC    | Mark West      | 1960 | 208  | 104  |
| 45 | Stati Uniti (bandiera) | AC    | Eric Leckner   | 1966 | 211  | 120  |
| 52 | Stati Uniti (bandiera) | A     | Ivano Newbill  | 1970 | 206  | 111  |
| 54 | Stati Uniti (bandiera) | C     | Mike Peplowski | 1970 | 208  | 122  |

## Staff tecnico
- Allenatore: Don Chaney
- Vice-allenatori: Brendan Malone, K.C. Jones, Walt Perrin, John Hammond